# Arrondissement de Djibabouya
L'arrondissement de Djibabouya est l'un des arrondissements du Sénégal. Il est situé en Casamance, dans le département de Sédhiou et la région de Sédhiou.
Il compte trois communautés rurales :
- Communauté rurale de Sansamba
- Communauté rurale de Bémet Bidjini
- Communauté rurale de Djibabouya

Son chef-lieu est Djibabouya.